# Station Jewellery Quarter
Jewellery Quarter is een spoorwegstation van National Rail en een station van Midland Metro in Jewellery Quarter, Birmingham in Engeland. Het station is eigendom van Network Rail en wordt beheerd door West Midland Trains, Chiltern Railways maakt ook gebruik van het station.